# ストップ・トリック
ストップ・トリック（英: stop trick）は、映画の特殊撮影技術（トリック撮影）の1つである。ストップ・アクション（stop action）、置換トリック（substitution trick）とも呼ばれるが、英語ではサブスティテューション・スプライス（substitution splice）、日本語では止め写し（とめうつし）と呼称することもある。この手法はあるショットの撮影中にカメラを停止し、その間に特定の被写体を変更、追加、除去したりすることで、画面上で被写体が急に変身、出現、消失したりするという効果を生み出した。映画史初期に生まれた手法であり、フランスの映画監督ジョルジュ・メリエスが幻想的な効果を与える手法として確立し、当時普及したトリック映画などで広く使用された。

## 手法
ストップ・トリックの手法は、まずカメラを固定して撮影を行い、その途中でカメラのクランク（初期のカメラにおける手回しのハンドルのこと）の回転を停止する。その間にカメラを同じ場所に固定したまま、対象（人や物など）をフレーム内の別の位置に移動させたり、フレーム外にどかしたり、別のものに置き換えたりしたあと、再びクランクを回して撮影を再開する。そうすることで対象が瞬間移動したり、忽然と消えたり、出現したり、または変身したりするといった、魔法のような効果を画面上に定着させることができた。
1つのショットの中でストップ・トリックが用いられる場合、カメラを停止する前と後のテイクは、ショットよりも小さな映像単位としてのセグメントに分節化することができる。この2つのセグメントは変更する対象以外のミザンセーヌの要素をそのままにした状態で注意深く繋ぎ合わされるため、カメラの中断で映像が分割されているにもかかわらず、得られる映像は目に見えない編集によるシームレスなワンショットとして認識することができる。
この手法は、1コマずつの撮影によりショットを構成する手法であるストップモーションとは異なる。

## 使用
ストップ・トリック（ストップ・アクション）の手法自体は、1895年にアルフレッド・クラークが監督したエジソン社作品『メアリー女王の処刑』で初めて用いられた。この作品ではメアリー女王の処刑場面を再現するために、メアリー役の俳優が断頭台に頭を乗せ、処刑人が斧を振り下ろした瞬間にカメラを止め、その間に俳優の代わりに女王の扮装をしたマネキンを置き、撮影を再開して、断頭台の上のマネキンの首を切り落とした。こうした手法により、上映されたフィルムは処刑の一部始終をシームレスなワンショットで見せることができた。この作品は最初に特殊効果を使用した映画と呼ばれている。
その翌年、フランスの映画監督ジョルジュ・メリエスは、カメラの故障という偶然の出来事からストップ・トリックの手法と効果を発見した。メリエスは以下のように説明している。
実のところ、全く単純なことなのです。撮影機（この頃の撮影機は初歩的なもので、フィルムがその中で引き裂かれたり、ひっかかったりすることがよくあり、また前に進まなくなることがありました）の故障が思ってもいなかった効果を生んだのです。ある日私は何となくオペラ座広場を撮影していました。故障して動かなくなっていたフィルムを直し、撮影機が再び作動するようになるのに、1分間が必要でした。この1分間に、通行人・乗合馬車・自動車がもちろん場所を変えていたわけです。切断の生じた点で再結合されたこのフィルムを映写すると、私は突然マドレーヌ＝バスティーヌ間の乗合馬車が葬式馬車に変わり、男が女に変わるのを見たのです。置き換えのトリック、つまりストップ・トリックを発見したのです。
メリエスはこの発見のあと、1896年10月に撮影した『ロベール＝ウーダン劇場における婦人の雲隠れ』で、実用的な目的ではなく、魔法のような効果をもたらすトリック撮影の手法としてストップ・トリックを初めて使用した。この作品は人体消失や変身の奇術を撮ったものであり、メリエス演じる奇術師が椅子に座った女性に布をかけ、そのあとに数秒間撮影を停止し、その間にメリエスは同じ姿勢を保ったまま、女性が素早くカメラの外にはけ、それから再びカメラを回してメリエスが大きな布を取ることで、女性を突然消失させた。この後、メリエスは同様の手順で骸骨を出現させ、さらにそれに布をかけて女性に変身させた。
1900年代にかけての初期の映画において、ストップ・トリックは当時広く普及したトリック映画やファンタジー映画、とくに夢幻劇の舞台の伝統から発展した物語映画で最も人気のある特殊効果として用いられた。中でも数多くのトリック映画を撮影したメリエスは、ストップ・トリックを自分の作品の中で最も主要な特殊効果として使用した。メリエスの代表作で最初のSF映画と呼ばれる『月世界旅行』（1902年）でも、人間の顔面が描かれた月に砲弾型のロケットが突き刺さるシーンなどでストップ・トリックが用いられている。フランスのパテ社の監督だったセグンド・デ・チョーモンも、ストップ・トリックを使用した精巧で幻想的な作品を手がけた映画製作者として知られた。D・W・グリフィス監督、マック・セネット主演の『The Curtain Pole』（1909年）では、コミカルな効果を出すためにストップ・トリックが使われている。
日本でも、1910年代に牧野省三監督、尾上松之助主演の忍術映画でストップ・トリック（止め写し）が多用されており、松之助演じる忍術使いが印を結ぶと突然姿を消したり、変身したりするというスペクタクルは、当時の子供の観客から高い人気を呼んだ。例えば、『豪傑児雷也』（1921年）では、松之助演じる児雷也がストップ・トリックにより隠遁の術をしたり、蝦蟇に化けたりするシーンが見られる。マキノ雅弘によると、牧野省三もメリエスと同様に撮影中のアクシデントから偶然ストップ・トリックを発見したという。牧野がある作品の撮影中（作品や時期は不明）、カメラを固定させたままフィルムチェンジをしている間に、一人の俳優が用を足しにその場を離れてしまい、やがてフィルムチェンジが終わり、俳優が一人いなくなっていることに気付かないまま撮影を再開し、その後完成したフィルムを上映してみると、俳優がその場から忽然と消えてしまったという。